# Triple saut aux Jeux olympiques
Pour un article plus général, voir Athlétisme aux Jeux olympiques.
Le triple saut masculin figure au programme des Jeux olympiques depuis la première édition, en 1896 à Athènes. Les femmes ne participent à cette épreuve que depuis les Jeux olympiques de 1996, à Atlanta.
Avec trois médailles d'or remportées consécutivement de 1968 à 1976, l'ex-Soviétique Viktor Saneïev est l'athlète masculin le plus titré dans cette épreuve. La Camerounaise Françoise Mbango Etone détient quant à elle le record de victoires chez les femmes avec deux titres en 2004 et 2008.
Les records olympiques de la discipline sont actuellement détenus par l'Américain Kenny Harrison, crédité de 18,09 m en finale des Jeux olympiques de 1996, et par la Vénézuélienne Yulimar Rojas, auteure d'un nouveau record du monde en 15,67 m lors des Jeux olympiques de 2020, à Tokyo.

## Éditions
| Années | 96 | 00 | 04 | 08 | 12 | 20 | 24 | 28 | 32 | 36 | 48 | 52 | 56 | 60 | 64 | 68 | 72 | 76 | 80 | 84 | 88 | 92 | 96 | 00 | 04 | 08 | 12 | 16 | 20 | 24 | Total |
| ------ | -- | -- | -- | -- | -- | -- | -- | -- | -- | -- | -- | -- | -- | -- | -- | -- | -- | -- | -- | -- | -- | -- | -- | -- | -- | -- | -- | -- | -- | -- | ----- |
| Hommes | X  | X  | X  | X  | X  | X  | X  | X  | X  | X  | X  | X  | X  | X  | X  | X  | X  | X  | X  | X  | X  | X  | X  | X  | X  | X  | X  | X  | X  | X  | 30    |
| Femmes |    |    |    |    |    |    |    |    |    |    |    |    |    |    |    |    |    |    |    |    |    |    | X  | X  | X  | X  | X  | X  | X  | X  | 8     |

## Hommes

### Historique

#### 1896-1912

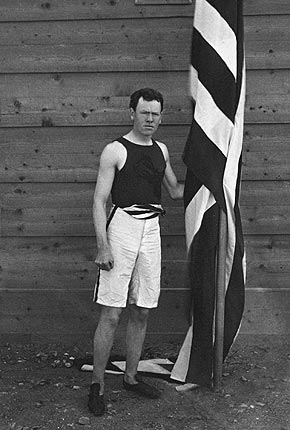
James Connolly, premier champion olympique du triple saut, en 1896 à Athènes.

Le triple saut fait partie des douze épreuves d'athlétisme au programme des premiers Jeux olympiques de l'ère moderne disputés en 1896 au Stade panathénaïque d'Athènes. La finale se déroule le 6 avril 1896 et met aux prises sept concurrents. L'Américain James Connolly s'impose avec un saut à 13,71 m, devant le Français Alexandre Tuffèri (12,70 m) et le Grec Ioánnis Persákis (12,52 m). Son style de saut est également contesté, Connolly est le seul sauteur à exécuter un cloche-pied puis une foulée avant son saut. Après consultation des règlements, confirmant que le mouvement de Connolly n'était pas interdit, le jury valide le saut et désigne l'Américain vainqueur, ce dernier devenant officiellement le premier champion olympique de l'ère moderne.
Quatre ans plus tard, à la Croix-Catelan de Paris, l'Américain Meyer Prinstein s'adjuge le titre des Jeux olympiques de 1900 en franchissant 14,47 m. James Connolly, vainqueur à Athènes, se classe deuxième de l'épreuve, devant l'autre américain Lewis Sheldon.
Meyer Prinstein remporte une nouvelle victoire aux Jeux olympiques de 1904 à Saint-Louis, avec la marque de 14,35 m, devant ses compatriotes Frederick Engelhardt et Robert Stangland. Aux Jeux de 1900 et 1904, figurent également des épreuves du triple saut sans élan que remporte l'Américain Ray Ewry.
En 1908, lors des Jeux olympiques de Londres, la victoire revient au Britannique Tim Ahearne qui s'impose avec la marque de 14,92 m, nouveau record olympique, devant le Canadien Garfield MacDonald et le Norvégien Edvard Larsen.
Le titre des Jeux olympiques de 1912, à Stockholm, est remporté sur son sol par le Suédois Gustaf Lindblom avec la marque de 14,76 m, devant ses deux compatriotes Georg Åberg et Erik Almlöf.

#### 1920-1936

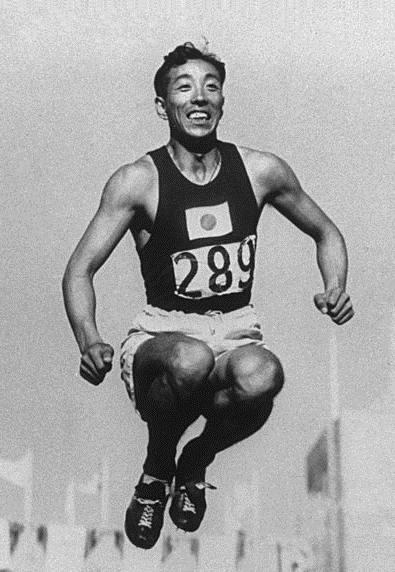
Chuhei Nambu, champion olympique en 1932.

Le concours du triple saut des Jeux olympiques de 1920, à Anvers, est remporté par le  Finlandais Vilho Tuulos avec la marque de 14,50 m, performance constituant un nouveau record du monde de la discipline. Les Suédois Folke Jansson et Erik Almlöf sont respectivement deuxième et troisième de l'épreuve.
Lors des Jeux olympiques de 1924, au Stade de Colombes, l'Australien Nick Winter s'adjuge le titre olympique en 15,52 m et devance l'Argentin Luis Bruneto et le champion olympique en titre Vilho Tuulos.
Quatre ans plus tard, aux Jeux olympiques de 1928 à Amsterdam, la victoire revient au Japonais Mikio Oda qui apporte à son pays sa première victoire olympique. Il s'impose grâce à un saut à 15,21 m réalisé lors des qualifications mais pris en compte pour la finale, devant l'Américain Levi Casey et devant Vilho Tuulos qui obtient sa troisième médaille olympique consécutive.
Le Japonais Chuhei Nambu, quatrième à Amsterdam, succède à son compatriote Mikio Oda en s'imposant lors des Jeux olympiques 1932 de Los Angeles. Il améliore à cette occasion le record du monde détenu par Oda en atteignant la marque de 15,72 m, et devance le Suédois Erik Svensson et l'autre japonais Kenkichi Oshima.
Lors des Jeux olympiques de 1936, à Berlin, Naoto Tajima offre une troisième victoire olympique consécutive pour le Japon en remportant la finale avec un saut à 16,00 m, nouveau record du monde. Il devance son compatriote Masao Harada et l'Australien Jack Metcalfe, l'ancien détenteur du record du monde.

#### 1948-1964

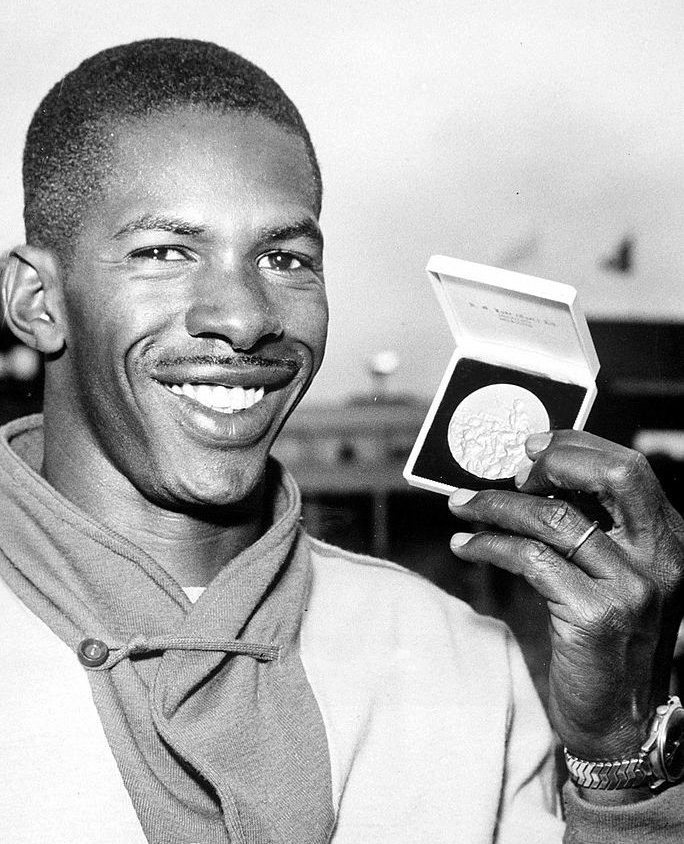
Adhemar Da Silva, champion olympique en 1952 et 1956.

Lors des Jeux olympiques de 1948, à Londres , le Suédois Arne Åhman remporte le titre olympique sous de fortes intempéries avec la marque de 15,40 m, devant l'Australien George Avery (15,36 m) et le Turc Ruhi Sarıalp (15,02 m).
Quatre ans plus tard, en finale des Jeux olympiques de 1952 à Helsinki, le Brésilien Adhemar Da Silva améliore de 11 cm son propre record du monde en atteignant la marque de 16,12 m à son deuxième essai, avant de porter ce record à 16,22 m à son cinquième essai. Premier brésilien champion olympique de la discipline, il devance largement le Soviétique Leonid Shcherbakov (15,98 m) et le Vénézuélien Arnoldo Devonish (15,52 m).
Adhemar Da Silva conserve son titre olympique à l'occasion des Jeux olympiques de 1956, à Melbourne. Il l'emporte avec un saut à 16,35 m, améliorant le record olympique qu'avait établi l'Islandais Vilhjálmur Einarsson en début de concours avec 16,26 m. Einarsson décroche la médaille d'argent et le Soviétique Vitold Kreyer la médaille de bronze (16,02 m).
Aux Jeux olympiques de 1960 à Rome, le Polonais Józef Szmidt, qui a porté le record du monde à 17,03 m avant ces Jeux, devenant officiellement le premier athlète à atteindre la limite des 17 mètres, remporte le titre en améliorant le record olympique avec la marque de 16,81 m, établi à son troisième essai. Il devance les Soviétiques Vladimir Goryayev (16,63 m) et Vitold Kreyer (16,43 m) qui obtient sa deuxième médaille de bronze consécutive.
Józef Szmidt décroche une nouvelle médaille d'or lors des Jeux olympiques de 1964 à Tokyo, où il améliore son propre record olympique en effectuant, à son ultime essai, un saut à 16,85 m. Les Soviétiques Oleg Fedoseyev (16,58 m) et Victor Kravchenko (16,57 m) complètent le podium.

#### 1968-1984

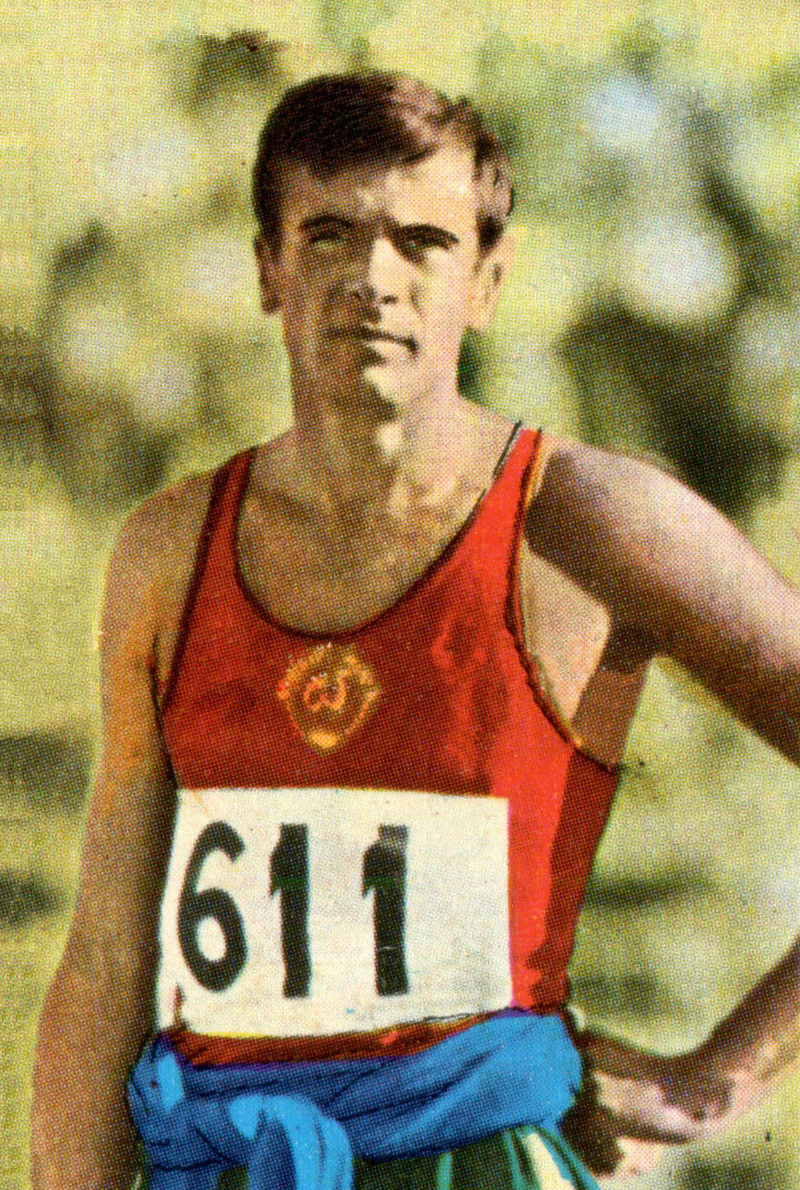
Viktor Saneïev, champion olympique en 1968, 1972 et 1976.

Lors des Jeux olympiques de 1968, à Mexico, cinq records du monde du triple saut sont améliorés. Le 16 octobre 1968, lors des qualifications, l'Italien Giuseppe Gentile atteint par vent nul la marque de 17,10 m et améliore de 7 cm le record du monde de Józef Schmidt. Le lendemain, en finale, à sa première tentative, l'Italien porte son record à 17,22 m, avant que le Soviétique Viktor Saneïev n'améliore d'un centimètre le record du monde de Gentile avec 17,23 m (+ 2,0 m/s), réussi à son troisième essai. Puis, le Brésilien Nelson Prudêncio ajoute 5 cm au record du monde du Soviétique en établissant la marque de 17,27 m au cinquième essai (+ 2,0 m/s). Enfin, à son sixième et dernier essai, Viktor Saneïev établit le quatrième record du monde de la journée, son deuxième personnel, en atteignant la marque de 17,39 m, bénéficiant là-encore d'un vent favorable de 2,0 m/s. Entre le début et la fin du concours le record du monde a été amélioré de 36 cm. Viktor Saneïev décroche son premier titre olympique, devant Nelson Prudêncio et Giuseppe Gentile.
Quatre ans plus tard, aux Jeux olympiques de 1972 à Munich, Viktor Saneïev conserve son titre olympique en s'imposant avec un triple-bond à 17,35 m réussi au premier essai. Il devance de justesse l'Est-allemand Jörg Drehmel, champion d'Europe en 1971, deuxième avec 17,31 m, et Nelson Prudêncio qui obtient le bronze après l'argent de Mexico, avec la marque de 17,05 m.
Viktor Saneïev devient l'athlète le plus titré aux Jeux olympiques en s'adjugeant un troisième titre consécutif à l'occasion des Jeux olympiques de 1976. À Montréal, le Soviétique réalise 17,29 m à son cinquième essai et devance l'Américain James Butts (17,18 m) et le Brésilien João Carlos de Oliveira (16,90 m), détenteur du record du monde depuis la saison 1975.
Lors des Jeux olympiques de 1980, le Soviétique Jaak Uudmäe obtient la consécration olympique en s'imposant avec la marque de 17,35 m qu'il établit à son troisième essai. Il devance Viktor Saneïev qui à 34 ans, échoue à 11 cm de son quatrième titre olympique consécutif (17,24 m), João Carlos de Oliveira se classant troisième du concours pour la deuxième fois consécutive (17,22 m).
En 1984, aux Jeux olympiques de Los Angeles, et en l'absence des pays du bloc de l'Est pour cause de boycott, la victoire revient à l'Américain Al Joyner qui réalise la marque de 17,26 m dès son premier essai, devançant son compatriote Mike Conley avec 17,18 m et le Britannique Keith Connor avec 16,87 m.

#### 1988-2004

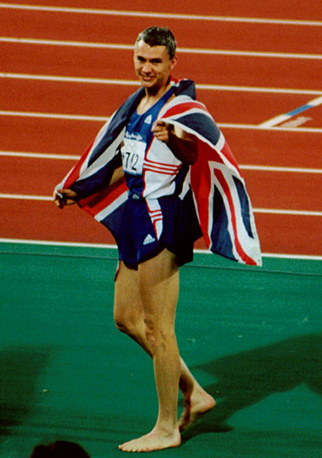
Jonathan Edwards, champion olympique en 2000.

Le Bulgare Khristo Markov, champion du monde en 1987 et détenteur du record d'Europe avec 17,92 m, remporte le titre des Jeux olympiques de 1988, à Séoul, en établissant en finale un nouveau record olympique avec 17,61 m, et ce à sa première tentative. Il devance trois athlètes soviétiques : Ihar Lapchyne (17,52 m), Aleksandr Kovalenko (17,42 m) et Oleg Protsenko (17,38 m).
Quatre ans plus tard, aux Jeux olympiques de 1992, à Barcelone, l'Américain Mike Conley établit un nouveau record olympique avec 17,63 m dès son deuxième essai, avant de réaliser 18,17 m à sa sixième et dernière tentative, performance au-delà du record du monde mais non homologuée en raison d'un vent de 2,1 m/s supérieur à la limite autorisée. Conley devance son compatriote Charles Simpkins (17,60 m) et le Bahaméen Frank Rutherford (17,36 m).
Lors des Jeux olympiques de 1996, à Atlanta, l'Américain Kenny Harrison s'adjuge le titre olympique en devançant le détenteur du record du monde britannique Jonathan Edwards qui avait réalisé 18,29 m lors de son titre mondial obtenu l'année passée à Göteborg. Kenny Harrison, qui atteint la marque de 18,09 m à son troisième essai et améliore ainsi de 46 cm le record olympique de Mike Conley, devance de 21 cm Jonathan Edwards (17,88 m) et de 65 cm le Cubain Yoelbi Quesada (17,44 m).
Jonathan Edwards obtient la consécration olympique lors des Jeux olympiques de 2000, à Sydney, en s'imposant avec la marque de 17,71 m qu'il établit à son troisième essai. Il devance le Cubain Yoel García, médaillé d'argent avec 17,47 m et le Russe Denis Kapustin, médaillé de bronze avec 17,46 m.
Le concours du triple saut des Jeux olympiques de 2004, à Athènes, couronne le Suédois Christian Olsson, champion du monde en 2003 à Paris, qui réalise 17,79 m à son deuxième essai, signant un nouveau record national. Dans ce concours, quatre de ses sauts sont supérieurs à celui du second, le Roumain Marian Oprea qui réalise avec 17,55 m sa meilleure performance de la saison. La médaille de bronze est remportée par le Russe Danila Burkenya avec 17,48 m.

#### Depuis 2008

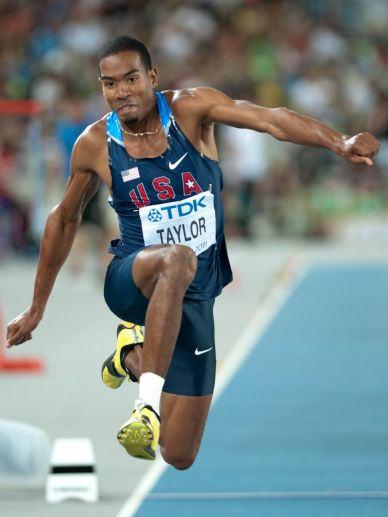
Christian Taylor, champion olympique en 2012 et 2016.

Lors des Jeux olympiques de 2008, à Pékin, le Portugais Nelson Évora, champion du monde en 2007, devient champion olympique en établissant la meilleure performance mondiale de l'année avec la marque de 17,67 m, réussie à sa quatrième tentative. Il devance sur le podium le Britannique Phillips Idowu, deuxième avec 17,62 m, et le Bahaméen Leevan Sands qui établit un nouveau record national avec 17,59 m.
L'Américain Christian Taylor, champion du monde en 2011, remporte le titre des Jeux olympiques de 2012, à Londres, en réalisant la meilleure performance mondiale de l'année avec 17,81 m (+0,6 m/s), réalisée à son quatrième essai. Il devance son compatriote Will Claye, médaillé d'argent avec 17,62 m et le champion d'Europe en titre italien Fabrizio Donato, médaillé de bronze avec 17,48 m.
Aux Jeux olympiques de 2016, à Rio de Janeiro, Christian Taylor devient le cinquième athlète de l'histoire à remporter deux titres olympiques au triple saut. Il conserve son titre en effectuant à son sixième et dernier essai son meilleur saut de l'année avec 17,86 m, devançant Will Claye, de nouveau deuxième avec 17,76 m, et le Chinois Dong Bin (17,58 m) qui améliorent tous les deux leur record personnel.
En l'absence de Christian Taylor, double champion olympique et quadruple champion du monde, blessé après une rupture d'un tendon d'Achille, la médaille d'or aux Jeux olympiques de Tokyo est remportée par le Portugais Pedro Pichardo qui réalise un triple-bond à 17,98 m à son troisième essai, améliorant de 3 cm son propre record national. Le Chinois Zhu Yaming, qui bat également son record personnel, à son cinquième essai, avec 17,57 m, remporte la médaille d'argent alors que le Burkinabé Hugues Fabrice Zango s'adjuge la médaille de bronze avec 17,47 m. Au terme d'un concours très dense, Will Claye se classe 4e de la finale avec 17,44 m, l'Algérien Yasser Triki terminant 5e avec 17,43 m (nouveau record national).

### Palmarès
| Édition | Or                             | Argent                             | Bronze                                |
| ------- | ------------------------------ | ---------------------------------- | ------------------------------------- |
| 1896    | James Connolly (USA) 13,71 m   | Alexandre Tuffèri (FRA) 12,70 m    | Ioánnis Persákis (GRE) 12,56 m        |
| 1900    | Meyer Prinstein (USA) 14,47 m  | James Connolly (USA) 13,97 m       | Lewis Sheldon (USA) 13,64 m           |
| 1904    | Meyer Prinstein (USA) 14,35 m  | Frederick Engelhardt (USA) 13,90 m | Robert Stangland (USA) 13,36 m        |
| 1908    | Tim Ahearne (GBR) 14,92 m      | Garfield MacDonald (CAN) 14,76 m   | Edvard Larsen (NOR) 14,39 m           |
| 1912    | Gustaf Lindblom (SWE) 14,76 m  | Georg Åberg (SWE) 14,51 m          | Erik Almlöf (SWE) 14,17 m             |
| 1920    | Vilho Tuulos (FIN) 14,50 m     | Folke Jansson (SWE) 14,48 m        | Erik Almlöf (SWE) 14,27 m             |
| 1924    | Nick Winter (AUS) 15,52 m      | Luis Bruneto (ARG) 15,42 m         | Vilho Tuulos (FIN) 15,37 m            |
| 1928    | Mikio Oda (JPN) 15,21 m        | Levi Casey (USA) 15,17 m           | Vilho Tuulos (FIN) 15,11 m            |
| 1932    | Chuhei Nambu (JPN) 15,72 m     | Erik Svensson (SWE) 15,32 m        | Kenkichi Oshima (JPN) 15,12 m         |
| 1936    | Naoto Tajima (JPN) 16,00 m     | Masao Harada (JPN) 15,66 m         | Jack Metcalfe (AUS) 15,50 m           |
| 1948    | Arne Åhman (SWE) 15,40 m       | George Avery (AUS) 15,36 m         | Ruhi Sarialp (TUR) 15,02 m            |
| 1952    | Adhemar da Silva (BRA) 16,22 m | Leonid Shcherbakov (URS) 15,98 m   | Arnoldo Devonish (VEN) 15,52 m        |
| 1956    | Adhemar da Silva (BRA) 16,35 m | Vilhjálmur Einarsson (ISL) 16,26 m | Vitold Kreyer (URS) 16,02 m           |
| 1960    | Józef Schmidt (POL) 16,81 m    | Vladimir Goryayev (URS) 16,63 m    | Vitold Kreyer (URS) 16,43 m           |
| 1964    | Józef Schmidt (POL) 16,85 m    | Oleg Fedoseyev (URS) 16,58 m       | Viktor Kravtchenko (URS) 16,57 m      |
| 1968    | Viktor Saneïev (URS) 17,39 m   | Nelson Prudencio (BRA) 17,27 m     | Giuseppe Gentile (ITA) 17,22 m        |
| 1972    | Viktor Saneïev (URS) 17,35 m   | Jörg Drehmel (GDR) 17,31 m         | Nelson Prudencio (BRA) 17,05 m        |
| 1976    | Viktor Saneïev (URS) 17,29 m   | James Butts (USA) 17,18 m          | João Carlos de Oliveira (BRA) 16,90 m |
| 1980    | Jaak Uudmäe (URS) 17,35 m      | Viktor Saneïev (URS) 17,24 m       | João Carlos de Oliveira (BRA) 17,22 m |
| 1984    | Al Joyner (USA) 17,26 m        | Mike Conley (USA) 17,18 m          | Keith Connor (GBR) 16,87 m            |
| 1988    | Khristo Markov (BUL) 17,61 m   | Ihar Lapchyne (URS) 17,52 m        | Aleksandr Kovalenko (URS) 17,42 m     |
| 1992    | Mike Conley (USA) 18,17 m      | Charlie Simpkins (USA) 17,60 m     | Frank Rutherford (BAH) 17,36 m        |
| 1996    | Kenny Harrison (USA) 18,09 m   | Jonathan Edwards (GBR) 17,88 m     | Yoelbi Quesada (CUB) 17,44 m          |
| 2000    | Jonathan Edwards (GBR) 17,71 m | Yoel García (CUB) 17,47 m          | Denis Kapustin (RUS) 17,46 m          |
| 2004    | Christian Olsson (SWE) 17,79 m | Marian Oprea (ROM) 17,55 m         | Danil Burkenya (RUS) 17,48 m          |
| 2008    | Nelson Evora (POR) 17,67 m     | Phillips Idowu (GBR) 17,62 m       | Leevan Sands (BAH) 17,59 m            |
| 2012    | Christian Taylor (USA) 17,81 m | Will Claye (USA) 17,62 m           | Fabrizio Donato (ITA) 17,48 m         |
| 2016    | Christian Taylor (USA) 17,86 m | Will Claye (USA) 17,76 m           | Dong Bin (CHI) 17,58 m                |
| 2020    | Pedro Pichardo (POR) 17,98 m   | Zhu Yaming (CHN) 17,57 m           | Hugues Fabrice Zango (BUR) 17,47 m    |
| 2024    | Jordan Díaz (ESP) 17,86 m      | Pedro Pichardo (POR) 17,84 m       | Andy Díaz (ITA) 17,64 m               |

### Multiples médaillés
| Rang | Athlète                 | Pays             | Période   | Or | Argent | Bronze | Total |
| ---- | ----------------------- | ---------------- | --------- | -- | ------ | ------ | ----- |
| 1    | Viktor Saneïev          | Union soviétique | 1968–1980 | 3  | 1      | 0      | 4     |
| 2    | Myer Prinstein          | États-Unis       | 1900–1904 | 2  | 0      | 0      | 2     |
| 2    | Adhemar da Silva        | Brésil           | 1952–1956 | 2  | 0      | 0      | 2     |
| 2    | Józef Szmidt            | Pologne          | 1960–1964 | 2  | 0      | 0      | 2     |
| 2    | Christian Taylor        | États-Unis       | 2012-2016 | 2  | 0      | 0      | 2     |
| 6    | James Connolly          | États-Unis       | 1896–1900 | 1  | 1      | 0      | 2     |
| 6    | Mike Conley             | États-Unis       | 1984–1992 | 1  | 1      | 0      | 2     |
| 6    | Jonathan Edwards        | Grande-Bretagne  | 1996–2000 | 1  | 1      | 0      | 2     |
| 6    | Pedro Pichardo          | Portugal         | 2021-2024 | 1  | 1      | 0      | 2     |
| 10   | Vilho Tuulos            | Finlande         | 1920–1928 | 1  | 0      | 2      | 3     |
| 11   | Will Claye              | États-Unis       | 2012-2016 | 0  | 2      | 0      | 2     |
| 12   | Nelson Prudêncio        | Brésil           | 1968–1972 | 0  | 1      | 1      | 2     |
| 13   | Erik Almlöf             | Suède            | 1912–1920 | 0  | 0      | 2      | 2     |
| 13   | Vitold Kreyer           | Union soviétique | 1956–1960 | 0  | 0      | 2      | 2     |
| 13   | João Carlos de Oliveira | Brésil           | 1976–1980 | 0  | 0      | 2      | 2     |

### Record olympique
| Marque  | Athlète              | Lieu        | Date              | Record |
| ------- | -------------------- | ----------- | ----------------- | ------ |
| 13,71 m | James Connolly       | Athènes     | 6 avril 1896      |        |
| 14,47 m | Meyer Prinstein      | Paris       | 16 juillet 1900   |        |
| 14,72 m | Timothy Ahearne      | Londres     | 25 juillet 1908   |        |
| 14,72 m | Timothy Ahearne      | Londres     | 25 juillet 1908   |        |
| 14,76 m | Garfield MacDonald   | Londres     | 25 juillet 1908   |        |
| 14,92 m | Timothy Ahearne      | Londres     | 25 juillet 1908   |        |
| 15,42 m | Luis Brunetto        | Paris       | 12 juillet 1924   |        |
| 15,42 m | Nick Winter          | Paris       | 12 juillet 1924   |        |
| 15,52 m | Nick Winter          | Paris       | 12 juillet 1924   | WR     |
| 15,72 m | Chuhei Nambu         | Los Angeles | 4 août 1932       | WR     |
| 15,76 m | Naoto Tajima         | Berlin      | 6 août 1936       |        |
| 16,00 m | Naoto Tajima         | Berlin      | 6 août 1936       | WR     |
| 16,12 m | Adhemar Da Silva     | Helsinki    | 23 juillet 1952   | WR     |
| 16,22 m | Adhemar Da Silva     | Helsinki    | 23 juillet 1952   | WR     |
| 16,26 m | Vilhjálmur Einarsson | Melbourne   | 27 novembre 1956  |        |
| 16,35 m | Adhemar Da Silva     | Melbourne   | 27 novembre 1956  |        |
| 16,44 m | Józef Schmidt        | Rome        | 6 septembre 1960  |        |
| 16,78 m | Józef Schmidt        | Rome        | 6 septembre 1960  |        |
| 16,81 m | Józef Schmidt        | Rome        | 6 septembre 1960  |        |
| 16,85 m | Józef Schmidt        | Tokyo       | 16 octobre 1964   |        |
| 17,10 m | Giuseppe Gentile     | Mexico      | 16 octobre 1968   | WR     |
| 17,22 m | Giuseppe Gentile     | Mexico      | 16 octobre 1968   | WR     |
| 17,23 m | Viktor Saneïev       | Mexico      | 16 octobre 1968   | WR     |
| 17,27 m | Nelson Prudencio     | Mexico      | 16 octobre 1968   | WR     |
| 17,39 m | Viktor Saneïev       | Mexico      | 16 octobre 1968   | WR     |
| 17,61 m | Khristo Markov       | Séoul       | 24 septembre 1988 |        |
| 17,63 m | Michael Conley       | Barcelone   | 3 août 1992       |        |
| 18,09 m | Kenny Harrison       | Atlanta     | 27 juillet 1996   |        |

## Femmes

### Historique

#### 1996-2004
Pour le premier concours de triple saut féminin aux Jeux olympiques, à Atlanta, l'Ukrainienne Inessa Kravets s'impose largement avec un saut à 15,33 m, à 17 centimètres de son record du monde établi l'année précédente aux championnats du monde de Göteborg. Derrière elle, la Russe Inna Lasovskaya et la Tchèque Šárka Kašpárková réalisent toutes les deux 14,98 m, mais la médaille d'argent revient à Lasovskaya car elle a effectué un second saut plus performant que Kašpárková (14,70 m contre 14,69 m).
Aux Jeux olympiques de Sydney en 2000, la Bulgare Teresa Marinova décroche la médaille d'or avec un triple bond à 15,20 m, son record personnel. Elle devance sur le podium la Russe Tatyana Lebedeva (15,00 m) et l'Ukrainienne Olena Hovorova (14,96 m).
En 2004 à Athènes, le concours est remporté par la Camerounaise Françoise Mbango Etone, qui devient la première athlète camerounaise, hommes et femmes confondus, à remporter la médaille d’or dans une discipline individuelle. Auteure de 15,30 m à son deuxième essai, ses 4 derniers sauts sont tous mesurés au-delà des 15 mètres, ce qui n'était pas encore arrivé dans un concours féminin. Elle devance ainsi de 5 centimètres la Grecque Chrysopiyí Devetzí (15,25 m) et de 16 centimètres Tatyana Lebedeva (15,14 m), qui était déjà médaillée d'argent en 2000.

#### Depuis 2008

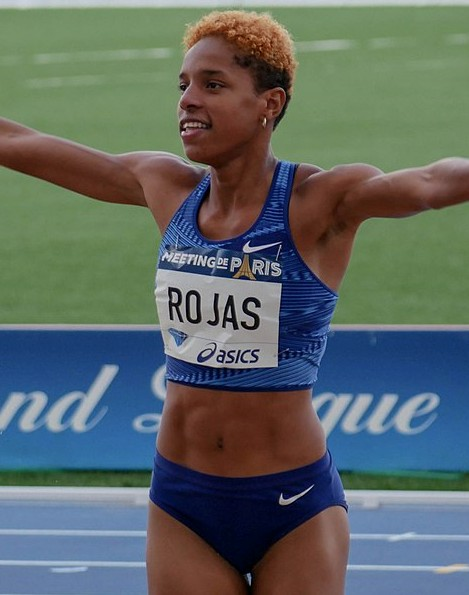
Yulimar Rojas, championne olympique en 2021 à Tokyo où elle établit un nouveau record du monde avec 15.67 m.

Françoise Mbango Etone conserve son titre olympique lors des Jeux olympiques de 2008 à Pékin en battant le record olympique de Inessa Kravets avec 15,39 m. Dans un premier temps, le podium est complété par Tatyana Lebedeva (15,32 m) et Chrysopiyí Devetzí (15,23 m), mais elles sont toutes les deux déclassées pour dopage en 2016 et 2017. Par conséquent, la Kazakhe Olga Rypakova récupère la médaille d'argent avec 15,11 m (nouveau record d'Asie) et la Cubaine Yargelis Savigne la médaille de bronze avec 15,05 m.
Aux Jeux olympiques de 2012 à Londres, Olga Rypakova gagne la médaille d'or grâce à un saut à 14,98 m, devant la Colombienne Caterine Ibargüen (14,80 m) et l'Ukrainienne Olha Saladukha, la championne du monde en titre. Première kazakhe titrée sur cette épreuve, elle remporte également la première médaille d'or en athlétisme pour le Kazakhstan depuis 16 ans et la victoire d'Olga Shishigina sur 100 mètres haies à Sydney en 2000.
En 2016 à Rio de Janeiro, Caterine Ibargüen, double championne du monde en titre, remporte son premier titre olympique avec un bond à 15,17 m, meilleure performance mondiale de l'année. En étant la seule du concours à dépasser la barre des 15 mètres, elle remporte aisément la première médaille d'or de l'histoire en athlétisme pour la Colombie aux Jeux olympiques et devient l'athlète la plus âgée à remporter un titre au triple saut, à 32 ans, 6 mois et 2 jours. Derrière, la jeune Vénézuélienne de 20 ans Yulimar Rojas prend la deuxième place avec 14,98 m, tandis que Olga Rypakova repart avec la médaille de bronze, devenant ainsi la première athlète féminine de l'histoire à remporter 3 médailles olympiques dans cette épreuve.
Lors des Jeux de Tokyo en 2021, Yulimar Rojas, double championne du monde en 2017 et 2019, s'assure dès son premier saut de la médaille d'or avec 15,41 m, nouveau record olympique. Lors de son dernier essai, la Vénézuélienne retombe à 15,67 m et bat de 17 centimètres le record du monde d'Inessa Kravets qui tenait depuis 1995. Devenant la première championne olympique de l'histoire de son pays, tous sports confondus, elle devance largement la Portugaise Patricia Mamona, qui s'adjuge la médaille d'argent avec un nouveau record du Portugal (15,01 m), et l'Espagnole Ana Peleteiro, qui s'empare du bronze avec également un nouveau record national (14,87 m). La championne olympique en titre Caterine Ibargüen termine quant à elle à la dixième place du concours.

### Palmarès
| Édition | Or                                   | Argent                          | Bronze                         |
| ------- | ------------------------------------ | ------------------------------- | ------------------------------ |
| 1996    | Inessa Kravets (UKR) 15,33 m         | Inna Lasovskaya (RUS) 14,98 m   | Šárka Kašpárková (CZE) 14,98 m |
| 2000    | Tereza Marinova (BUL) 15,20 m        | Tatyana Lebedeva (RUS) 15,00 m  | Olena Hovorova (UKR) 14,96 m   |
| 2004    | Françoise Mbango Etone (CMR) 15,30 m | Hrysopiyí Devetzí (GRE) 15,25 m | Tatyana Lebedeva (RUS) 15,14 m |
| 2008    | Françoise Mbango Etone (CMR) 15,39 m | Olga Rypakova (KAZ) 15,11 m     | Yargelis Savigne (CUB) 15,05 m |
| 2012    | Olga Rypakova (KAZ) 14,98 m          | Caterine Ibargüen (COL) 14,80 m | Olha Saladuha (UKR) 14,79 m    |
| 2016    | Caterine Ibargüen (COL) 15,17 m      | Yulimar Rojas (VEN) 14,98 m     | Olga Rypakova (KAZ) 14,74 m    |
| 2020    | Yulimar Rojas (VEN) 15,67 m          | Patrícia Mamona (POR) 15,01 m   | Ana Peleteiro (ESP) 14,87 m    |
| 2024    | Thea LaFond (DMA) 15,02 m            | Shanieka Ricketts (JAM) 14,87 m | Jasmine Moore (USA) 14,67 m    |

### Multiples médaillées
| Rang | Athlète                | Pays       | Période   | Or | Argent | Bronze | Total |
| ---- | ---------------------- | ---------- | --------- | -- | ------ | ------ | ----- |
| 1    | Françoise Mbango Etone | Cameroun   | 2004–2008 | 2  | -      | -      | 2     |
| 2    | Olga Rypakova          | Kazakhstan | 2008-2016 | 1  | 1      | 1      | 3     |
| 3    | Caterine Ibargüen      | Colombie   | 2012-2016 | 1  | 1      | -      | 2     |
| 3    | Yulimar Rojas          | Venezuela  | 2016-2021 | 1  | 1      | -      | 2     |
| 5    | Tatyana Lebedeva       | Russie     | 2000–2004 | -  | 1      | 1      | 2     |
| 6    | Hrysopiyí Devetzí      | Grèce      | 2004–2008 | -  | 1      | 1      | 2     |

### Record olympique
| Marque  | Athlète                | Lieu    | Date            | Record |
| ------- | ---------------------- | ------- | --------------- | ------ |
| 14,75 m | Inna Lasovskaya        | Atlanta | 29 juillet 1996 |        |
| 14,98 m | Šárka Kašpárková       | Atlanta | 31 juillet 1996 |        |
| 14,98 m | Inna Lasovskaya        | Atlanta | 31 juillet 1996 |        |
| 15,33 m | Inessa Kravets         | Atlanta | 31 juillet 1996 |        |
| 15,39 m | Françoise Mbango Etone | Pékin   | 17 août 2008    |        |
| 15,41 m | Yulimar Rojas          | Tokyo   | 1er août 2021   |        |
| 15,67 m | Yulimar Rojas          | Tokyo   | 1er août 2021   | WR     |

## Ancienne épreuve: triple saut sans élan
L'épreuve du triple saut sans élan s'est déroulée à deux reprises lors des Jeux olympiques, en 1900 et 1904. L'Américain Ray Ewry remporte deux médailles d'or.
| Édition | Or                          | Argent                     | Bronze                      |
| ------- | --------------------------- | -------------------------- | --------------------------- |
| 1900    | Ray Ewry (USA) 10,58 m (OR) | Irving Baxter (USA) 9,95 m | Robert Garrett (USA) 9,50 m |
| 1904    | Ray Ewry (USA) 10,55 m      | Charles King (USA) 10,16 m | Joseph Stadler (USA) 9,60 m |